# 高美人 (宋哲宗)
高美人（11世纪—1112年），宋哲宗的妃嫔。
初为御侍，获得临幸但未册封为妃嫔。宋哲宗逝世的两年后——崇宁元年（1102年）正月，哲宗之弟宋徽宗尊封她为信安郡君。大观二年（1108年）二月，再度受封为五品才人。政和二年十月，高才人去世，追赠正四品美人。 